# Olympische Sommerspiele 1952/Schwimmen – 4 × 100 m Freistil (Frauen)
Die 4-mal-100-Meter-Freistilstaffel der Frauen bei den Olympischen Spielen 1952 in Helsinki wurde am 30. Juli und 1. August ausgetragen. Olympiasieger wurde die ungarische Staffel. Silber ging an die Staffel der Niederlande und Bronze gewann die Staffel der Vereinigten Staaten.

## Rekorde
Vor Beginn der Olympischen Spiele waren folgende Rekorde gültig.
| Weltrekord         | 4:27,2 min | Ungarn             | Moskau Sowjetunion            | 27. April 1952 |
| Olympischer Rekord | 4:29,2 min | Vereinigte Staaten | London Vereinigtes Königreich | 6. August 1948 |

Folgende neue Rekorde wurden aufgestellt:
| Weltrekord         | 4:24,4 min | Ungarn | Finale |
| Olympischer Rekord | 4:24,4 min | Ungarn | Finale |

## Ergebnisse

### Halbfinale
Das Halbfinale wurde am 30. Juli ausgetragen. Die ersten vier Staffeln eines jeden Laufs qualifizierten sich für das Finale.
Halbfinale 1
| Rang | Nation         | Athletinnen                                                              | Zeit       | Anm. |
| ---- | -------------- | ------------------------------------------------------------------------ | ---------- | ---- |
| 1    | Ungarn         | Mária Littomeritzky Éva Novák Ilona Novák Katalin Szőke                  | 4:32,5 min | QQ   |
| 2    | Großbritannien | Phyllis Linton Jean Botham Angela Barnwell Lillian Preece                | 4:36,0 min | QQ   |
| 3    | Dänemark       | Rita Larsen Mette Ove-Petersen Greta Andersen Ragnhild Hveger            | 4:36,4 min | QQ   |
| 4    | Deutschland    | Vera Schäferkordt Katharine Jansen Elisabeth Rechlin Gisela Jacob-Arendt | 4:42,7 min | QQ   |
| 5    | Italien        | Maria Nardi Fides Benini Eva Belaise Romana Calligaris                   | 4:52,6 min |      |
| 6    | Japan          | Yasuko Ōishi Fumiko Sakaguchi Misako Tamura Sadako Yamashita             | 4:54,0 min |      |

Halbfinale 2
| Rang | Nation             | Athletinnen                                                             | Zeit       | Anm. |
| ---- | ------------------ | ----------------------------------------------------------------------- | ---------- | ---- |
| 1    | Vereinigte Staaten | Evelyn Kawamoto Jackie LaVine Mary Louise Stepan Jody Alderson          | 4:28,1 min | QQ   |
| 2    | Niederlande        | Marie-Louise Linssen Koosje van Voorn Johanna Termeulen Irma Schumacher | 4:30,6 min | QQ   |
| 3    | Schweden           | Marianne Lundquist Anita Andersson Maud Berglund Ingegärd Fredin        | 4:38,1 min | QQ   |
| 4    | Frankreich         | Josette Arène Maryse Morandini Gaby Tanguy Ginette Jany-Sendral         | 4:42,0 min | QQ   |
| 5    | Kanada             | Irene Strong Lenora Fisher Gladys Priestley Kathleen McNamee            | 4:54,8 min |      |
| 6    | Belgien            | Nicole Guilini Huguette Peeters Irène Possemiers Sybille Verckist       | 4:54,8 min |      |
| 7    | Finnland           | Raili Riuttala Ritva Koivula Anneli Haaranen Ritva Järvinen             | 4:56,0 min |      |

### Finale
1. August 1952
| Rang | Nation             | Athletinnen                                                              | Zeit                 |
| ---- | ------------------ | ------------------------------------------------------------------------ | -------------------- |
| 1    | Ungarn             | Ilona Novák Judit Temes Éva Novák Katalin Szőke                          | 4:24,4 min (OR) (WR) |
| 2    | Niederlande        | Marie-Louise Linssen Koosje van Voorn Johanna Termeulen Irma Schumacher  | 4:29,0 min           |
| 3    | Vereinigte Staaten | Jackie LaVine Mary Louise Stepan Jody Alderson Evelyn Kawamoto           | 4:30,1 min           |
| 4    | Dänemark           | Rita Larsen Mette Ove-Petersen Greta Andersen Ragnhild Hveger            | 4:36,2 min           |
| 5    | Großbritannien     | Phyllis Linton Jean Botham Angela Barnwell Lillian Preece                | 4:37,8 min           |
| 6    | Schweden           | Marianne Lundquist Anita Andersson Maud Berglund Ingegärd Fredin         | 4:39,0 min           |
| 7    | Deutschland        | Elisabeth Rechlin Vera Schäferkordt Katharine Jansen Gisela Jacob-Arendt | 4:40,3 min           |
| 8    | Frankreich         | Gaby Tanguy Maryse Morandini Ginette Jany-Sendral Josette Arène          | 4:44,1 min           |